# Therion californicum
Therion californicum là một loài tò vò trong họ Ichneumonidae.